# BLADe
BLADe（ブレイド、1989年4月14日 - ）は、大阪府出身の踊れるラッパーである。本名・東 勇気（あずま ゆうき）。
幼少期から芝居、ダンス、RAPを精力的おこなっていたマルチプレイヤーである。
2017年、芸能界を引退しトリマーに転身。

## 人物
- 2007年11月28日にダンスボーカルユニット「SUGER」のリーダーとしてEPICよりメジャーデビュー。（2008年10月解散）
- BRIDGETのラッパーとして活動をしていたがソロ活動に専念するため2013年7月20日に行われた『TOKAI SUMMIT』で卒業。
- ソロになって１ヶ月という異例な早さでa-nationに出演した。
- 1st Albumリード曲「あいむそぅりー」で話題になる。
- 犬(トイプードル2匹・ミニチュアシュナウザー1匹）・蛇(ボールパイソン)・スッポン・ジーベンロックナガクビガメ・を飼っている。
- 最も影響を受けた人物としてZEEBRA、KREVA、SEAMOをあげている。
- 好きな俳優は市原隼人である。
- HIPHOPに目覚めるまでは、19ばっかり聴いていた。今でもよく19を聴いている。
- 旧友でもある清水翔太の楽曲「Damege」のMVに友情出演する。
- 2017年芸能界を引退しトリマーに転身

## ドラマ
- 新・人間交差点
- ごくせん3（第6話）

## 舞台
- SUGER主演舞台「廃墟に咲く花」（2006年11月、再演2007年4月、再々演2007年11月）
- Waiting for the Sun　天気待ち（2007年8月 - 9月）
- 飛び降りたらトランポリン（2008年6月）

## CD
- 舞台・廃墟に咲く花 テーマ曲「FORGET ME NOT〜廃墟に咲く花〜」(SUGER)
- 1st　Mini Album 「ⅥSENSE」（BRIDGET）
- 2nd　Mini Album 「en.FOLD」（BRIDGET）
- ライブ会場限定 1st　Single 「Special Love」（BRIDGET）
- BLADe 1st ALBUM『あいむそぅりー』2013/11/06（BLADe）
- BLADe 2nd ALBUM『悪者〜代弁者〜』2014/07/23 (BLADe)
- BLADe 3rd ALBUM  『ecdyS.I.S』2016/08/26 (BLADe)
- BLADe 4th 配信限定ALBUM 『ブレちゃん育成計画-レベル１-』(BLADe)
- BLADe 1st 配信限定シングル『Real』 2017/03/14(BLADe)
- BLADe 1st Mini ALBUM 『Real〜明日死んだらどう思う？ 2017/06/16(BLADe)

## フィーチャリング作品
- SEAMO『messenger』(2011/04/27)

5.SEABREEZE feat.草川瞬&BLADe(from BRIDGET)
- SEAMO『汚れた翼で』(2012/08/08)

2.GET A CHANCE feat. BRIDGET, あぬえぬえ∞ぶれいん
- SEAMO『REVOLUTION』(2012/11/07)

10.My Place～君と僕の場所～ feat. BRIDGET, あぬえぬえ∞ぶれいん

## 関連人物
- SEAMO
- AZU
- 松下優也
- SHUN
- BRIGHT
- 清水翔太